# Spilosoma subfascia
Spilosoma subfascia är en fjärilsart som beskrevs av Walker 1855. Spilosoma subfascia ingår i släktet Spilosoma och familjen björnspinnare. Inga underarter finns listade i Catalogue of Life.